# American Book Reviews lijst van beste openingszinnen
American Book Reviews lijst van beste openingszinnen (Engels: 100 Best First Lines from Novels) is een overzicht uit 2009, samengesteld door de redacteuren van het vooraanstaande literaire tijdschrift American Book Review.

## De top 50 van de lijst
| Nr. | Originele openingszin | Vertaling | Schrijver              | Roman                                             |
| --- | --- | --- | ---------------------- | ------------------------------------------------- |
| 1.  | Call me Ishmael. | Noem me Ishmael. | Herman Melville        | Moby-Dick (1851)                                  |
| 2.  | It is a truth universally acknowledged, that a single man in possession of a good fortune, must be in want of a wife. | Het is een algemeen aanvaarde waarheid dat een alleenstaand man met een flink vermogen een vrouw nodig heeft. | Jane Austen            | Trots en vooroordeel (1813)                       |
| 3.  | A screaming comes across the sky. | Een schreeuwen treedt de hemel tegemoet. | Thomas Pynchon         | Regenboog van zwaartekracht (1973)                |
| 4.  | Muchos años después, frente al pelotón de fusilamiento, el coronel Aureliano Buendía había de recordar aquella tarde remota en que su padre lo llevó a conocer el hielo. | Vele jaren later, staande voor het vuurpeloton, moest kolonel Aureliano Buendía denken aan die lang vervlogen middag, toen zijn vader hem meenam om kennis te maken met het ijs. | Gabriel García Márquez | Honderd jaar eenzaamheid (1967)                   |
| 5.  | Lolita, light of my life, fire of my loins. | Lolita, mijn levenslicht, mijn lendevuur. | Vladimir Nabokov       | Lolita (1955)                                     |
| 6.  | Все счастливые семьи похожи друг на друга, каждая несчастливая семья несчастлива по-своему. | Alle gelukkige gezinnen lijken op elkaar; elk ongelukkig gezin is ongelukkig op zijn eigen wijze. | Leo Tolstoj            | Anna Karenina (1877)                              |
| 7.  | riverrun, past Eve and Adam's, from swerve of shore to bend of bay, brings us by a commodius vicus of recirculation back to Howth Castle and Environs. | baan van de rivier, voorbij die van Eva en Adam, zwenkend van de oever naar de bocht van de baai, brengt ons met een ruime vicus van recirculatie terug naar Howth Castle en omgeving. | James Joyce            | Finnegans Wake (1939)                             |
| 8.  | It was a bright cold day in April, and the clocks were striking thirteen. | Het was een heldere dag in april, en de klokken sloegen dertien. | George Orwell          | 1984 (1949)                                       |
| 9.  | It was the best of times, it was the worst of times, it was the age of wisdom, it was the age of foolishness, it was the epoch of belief, it was the epoch of incredulity, it was the season of Light, it was the season of Darkness, it was the spring of hope, it was the winter of despair. | Het was de beste der tijden, het was de slechtste der tijden, het was de eeuw van wijsheid, het was de eeuw van dwaasheid, het was het tijdvak van het geloof, het was het tijdvak van ongeloof, het was het jaargetijde van het licht, het was het jaargetijde van duisternis, het was de lente van de hoop, het was de winter van de wanhoop. | Charles Dickens        | In Londen en Parijs (1859)                        |
| 10. | I am an invisible man. | Ik ben een onzichtbare man. | Ralph Ellison          | Onzichtbare man (1952)                            |
| 11. | The Miss Lonelyhearts of the New York Post-Dispatch (Are you in trouble?—Do-you-need-advice?—Write-to-Miss-Lonelyhearts-and-she-will-help-you) sat at his desk and stared at a piece of white cardboard. | De juffrouw Hartzeer van de New York Post-Telegraaf (Bent-u-in-moeilijkheden?—Wilt u advies?—Schrijf-juffrouw-Hartzeer-en-ze-zal-je-helpen) zat aan haar bureau en staarde naar een stuk wit karton. | Nathanael West         | Juffrouw Hartzeer (1933)                          |
| 12. | You don't know about me without you have read a book by the name of The Adventures of Tom Sawyer; but that ain't no matter. | Je weet niks van me af als je geen boek hebt gelezen dat De avonturen van Tom Sawyer heet, maar dat geeft niet. | Mark Twain             | De lotgevallen van Huckleberry Finn (1885)        |
| 13. | Jemand mußte Josef K. verleumdet haben, denn ohne daß er etwas Böses getan hätte, wurde er eines Morgens verhaftet. | Iemand moet Josef K. belasterd hebben, want zonder dat hij iets kwaads gedaan had, werd hij op een ochtend gearresteerd. | Franz Kafka            | Het proces (1925)                                 |
| 14. | Stai per cominciare a leggere il nuovo romanzo Se una notte d'inverno un viaggiatore di Italo Calvino. | U staat op het punt op Italo Calvino's nieuwe roman te gaan lezen, Als op een winternacht een reiziger. | Italo Calvino          | Als op een winternacht een reiziger (1979)        |
| 15. | The sun shone, having no alternative, on the nothing new. | De zon scheen, had geen alternatief, op het niks nieuws. | Samuel Beckett         | Murphy (1938)                                     |
| 16. | If you really want to hear about it, the first thing you'll probably want to know is where I was born, and what my lousy childhood was like, and how my parents were occupied and all before they had me, and all that David Copperfield kind of crap, but I don't feel like going into it, if you want to know the truth. | Als je het echt allemaal wil horen, dan wil je waarschijnlijk eerst weten waar ik geboren ben en wat een waardeloze jeugd ik heb gehad en wat mijn ouders allemaal gedaan hebben voordat ze mij kregen en meer van dat soort sentimentele gelul, maar eerlijk gezegd heb ik geen zin om het daarover te hebben. | J.D. Salinger          | De vanger in het koren (1951)                     |
| 17. | Once upon a time and a very good time it was there was a moocow coming down along the road and this moocow that was coming down along the road met a nicens little boy named baby tuckoo. | Eens, in lang vervlogen tijden, en hoe goed waren die tijden niet, kwam er een moekoe door de straat en die moekoe die zomaar eens door de straat kwam ontmoette een lief ietepieterig ventje dat baby Toekoe heette. | James Joyce            | Een portret van de kunstenaar als jongeman (1916) |
| 18. | This is the saddest story I have ever heard. | Dit is het meest trieste verhaal dat ik ooit heb gehoord. | Ford Madox Ford        | De goede soldaat (1915)                           |
| 19. | I wish either my father or my mother, or indeed both of them, as they were in duty both equally bound to it, had minded what they were about when they begot me; had they duly considered how much depended upon what they were then doing. | Ik zou willen dat mijn vader of mijn moeder, of allebei inderdaad, omdat ze zich er allebei in de echt toe verplicht hebben gevoeld, zich er meer rekenschap van hadden gegeven waar ze aan begonnen toen ze mij verwekten. | Laurence Sterne        | Tristram Shandy (1759-1767)                       |
| 20. | Whether I shall turn out to be the hero of my own life, or whether that station will be held by anybody else, these pages must show. | Of ikzelf de hoofdpersoon van mijn levensgeschiedenis ben, of dat die plaats door iemand anders wordt ingenomen, zal uit deze bladzijden moeten blijken. | Charles Dickens        | David Copperfield (1850)                          |
| 21. | Stately, plump Buck Mulligan came from the stairhead, bearing a bowl of lather on which a mirror and a razor lay crossed. | Statig kwam de dikke Buck Mulligan uit het trapgat; hij droeg een kom zeepschuim waarop een spiegel en een scheermes gekruist lagen. | James Joyce            | Ulysses (1922)                                    |
| 22. | It was a dark and stormy night; the rain fell in torrents, except at occasional intervals, when it was checked by a violent gust of wind which swept up the streets (for it is in London that our scene lies), rattling along the house-tops, and fiercely agitating the scanty flame of the lamps that struggled against the darkness. | Het was een donkere stormachtige nacht; de regen viel met bakken, met af en toe een pauze, voor een controle door een gewelddadige windvlaag die door de straten gierde (want het is in Londen waar ons verhaal zich afspeelt), razend over de nokken der daken, en fel het schaarse licht van de straatlantarens aanwakkerend, die vochten tegen de duisternis. | Edward Bulwer-Lytton   | Paul Clifford (1830)                              |
| 23. | One summer afternoon Mrs. Oedipa Maas came home from a Tupperware party whose hostess had put perhaps too much kirsch in the fondue to find that she, Oedipa, had been named executor, or she supposed executrix, of the estate of one Pierce Inverarity, a California real estate mogul who had once lost two million dollars in his spare time but still had assets numerous and tangled enough to make the job of sorting it all out more than honorary. | Op een zomermiddag kwam mevrouw Oedipa Maas thuis van een Tupperware party, waarvan de gastvrouw misschien te veel kirsch in de fondue had gedaan om in de gaten te hebben dat zij, Oedipia, tot executeur was benoemd, of naar ze zelf zei executrice, van het landgoed van ene Pierce Inverarity, een vastgoedmagnaat uit Californië die ooit in zijn vrije tijd twee miljoen dollar verloor, maar die nog steeds voldoende bezittingen had en het bovendien allemaal ingewikkeld genoeg maakte om de opdracht het allemaal uit te zoeken een beetje eervol te maken. | Thomas Pynchon         | The Crying of Lot 49 (1966)                       |
| 24. | It was a wrong number that started it, the telephone ringing three times in the dead of night, and the voice on the other end asking for someone he was not. | Het begon met een verkeerd nummer, de telefoon die drie keer overging in de dode nacht, en de stem aan de andere kant die vroeg naar iemand die hij niet was. | Paul Auster            | Broze stad (1985)                                 |
| 25. | Through the fence, between the curling flower spaces, I could see them hitting. | Door het hek, tussen de krullende bloemenruimtes, kon ik ze zien slaan. | William Faulkner       | Het geraas en gebral (1929)                       |
| 26. | 24 was spiteful. | Nr. 24 was wrokke. | Toni Morrison          | Beminde (1987)                                    |
| 27. | En un lugar de la Mancha, de cuyo nombre no quiero acordarme, no ha mucho tiempo que vivía un hidalgo de los de lanza en astillero, adarga antigua, rocín flaco y galgo corredor. | In een dorpje van de Mancha, waarvan ik mij de naam niet wens te herinneren, leefde nog niet lang geleden een van die edellieden, die een lans in het wapenrek, een antiek lederen schild, een mager paard en een snelle hazewind bezitten. | Miguel de Cervantes    | Don Quichot (1605)                                |
| 28. | Aujourd'hui, maman est morte. | Vandaag is moeder gestorven. | Albert Camus           | De vreemdeling (1942)                             |
| 29. | Every summer Lin Kong returned to Goose Village to divorce his wife, Shuyu. | Elke zomer keerde Lin Kong terug naar Ganzendorp om te scheiden van zijn vrouw, Shuyu. | Ha Jin                 | Wachten (1999)                                    |
| 30. | The sky above the port was the color of television, tuned to a dead channel. | De lucht boven de haven had de kleur van een televisie, afgestemd op een dood kanaal. | William Gibson         | Zenumagiër (1984)                                 |
| 31. | Я человек больной... Я злой человек. | Ik ben een ziek man ... Ik ben een slecht man. | Fjodor Dostojevski     | Aantekeningen uit het ondergrondse (1864)         |
| 32. | Where now? Who now? When now? | Waar nu? Wie nu? Wanneer nu? | Samuel Beckett         | Naamloos (1953)                                   |
| 33. | Once an angry man dragged his father along the ground through his own orchard. "Stop!" cried the groaning old man at last, "Stop! I did not drag my father beyond this tree." | Eens sleurde een boze man zijn vader door zijn eigen boomgaard. "Stop!" riep de kreunende oude man uiteindelijk, "Stop! Ik sleurde mijn vader niet verder dan deze boom." | Gertrude Stein         | De creatie van Amerikanen (1925)                  |
| 34. | In a sense, I am Jacob Horner. | In zekere zin, ben ik Jacob Horner. | John Barth             | Het einde van de weg (1958)                       |
| 35. | It was like so, but wasn't. | Het was ongeveer zo, maar zo was het niet. | Richard Powers         | Galatea 2.2 (1995)                                |
| 36. | —Money ... in a voice that rustled. | —Geld ... in een ritselende stem. | William Gaddis         | J R (1975)                                        |
| 37. | Mrs. Dalloway said she would buy the flowers herself. | Mrs. Dalloway zei dat ze zelf de bloemen zou kopen. | Virginia Woolf         | Mrs. Dalloway (1925)                              |
| 38. | All this happened, more or less. | Dit gebeurde allemaal, min of meer. | Kurt Vonnegut          | Slachthuis 5 (1969)                               |
| 39. | They shoot the white girl first. | Ze schieten eerst het blanke meisje neer. | Toni Morrison          | Het paradijs (1998)                               |
| 40. | Longtemps, je me suis couché de bonne heure. | Er is een tijd geweest waarop ik vroeg naar bed ging. | Marcel Proust          | De kant van Swann (1913)                          |
| 41. | The moment one learns English, complications set in. | Vanaf het moment dat je Engels leert, beginnen de moeilijkheden. | Felipe Alfau           | Chromo's (1990)                                   |
| 42. | Dr. Weiss, at forty, knew that her life had been ruined by literature. | Dr. Weiss, veertig, wist dat haar leven geruïneerd was door literatuur. | Anita Brookner         | Het debuut (1981)                                 |
| 43. | I was the shadow of the waxwing slain / By the false azure in the windowpane; | Ik was de schaduw van de zijdestaart / Door ’t vals azuur van ’t venster / Geveld; | Vladimir Nabokov       | Bleek vuur (1962)                                 |
| 44. | Ships at a distance have every man's wish on board. | Schepen op een afstand dragen iedereens wens aan boord. | Zora Neale Hurston     | Hun ogen keken naar God (1937)                    |
| 45. | I had the story, bit by bit, from various people, and, as generally happens in such cases, each time it was a different story. | Ik heb het verhaal, stukje bij beetje, van verschillende mensen, en, zoals meestal in dit soort gevallen, elke keer was het een ander verhaal. | Edith Wharton          | Ethan Frome (1911)                                |
| 46. | Ages ago, Alex, Allen and Alva arrived at Antibes, and Alva allowing all, allowing anyone, against Alex's admonition, against Allen's angry assertion: another African amusement ... anyhow, as all argued, an awesome African army assembled and arduously advanced against an African anthill, assiduously annihilating ant after ant, and afterward, Alex astonishingly accuses Albert as also accepting Africa's antipodal ant annexation.              | Tijden geleden kwamen Alex, Allen en Alva aan in Antibes, en Alva die alles goed vond en iedereen binnenliet, ondanks alle waarschuwingen van Alex, ondanks de verwensingen van Allen: weer een vorm van Afrikaans amusement… hoe dan ook, zoals iedereen later beweerde, een afschrikwekkend Afrikaans leger verzamelde zich en trok moeizaam op tegen een mierenhoop, elke mier onverdroten vernietigend, en vervolgens beschuldigt Alex tot ieders verbazing Albert ervan dat hij Afrika’s antipodische mierenannexatie ook zou accepteren.                          | Walter Abish           | Alfabetisch Afrika (1974)                         |
| 47. | There was a boy called Eustace Clarence Scrubb, and he almost deserved it. | Er was een jongen die Eustace Clarence Scrubb heette, en bijna verdiende hij het. | C.S. Lewis             | De reis van het drakenschip (1952)                |
| 48. | He was an old man who fished alone in a skiff in the Gulf Stream and he had gone eighty-four days now without taking a fish. | Hij was een oude man, die in zijn eentje viste in een eenmansboot in de Golfstroom, en dat deed hij nu al vierentachtig dagen zonder een vis te vangen. | Ernest Hemingway       | De oude man en de zee (1952)                      |
| 49. | It was the day my grandmother exploded. | Het was de dag waarop mijn grootmoeder explodeerde. | Iain Banks             | De kraaienweg (1992)                              |
| 50. | I was born twice: first, as a baby girl, on a remarkably smogless Detroit day in January of 1960; and then again, as a teenage boy, in an emergency room near Petoskey, Michigan, in August of 1974. | Ik ben twee keer geboren: eerst als een klein meisje, op een smogloze dag in Detroit, in januari 1960; en toen nog een keer, als een tienerjongen, op een eerste-hulpafdeling in de buurt van Petoskey, Michigan, in augustus 1974. | Jeffrey Eugenides      | Middlesex (2002)                                  |

De volledige lijst bestaat uit honderd openingszinnen.